# Instituto de mecánica de fluidos de Toulouse
El Instituto de Mecánica de los Fluidos de Toulouse (Institut de Mécanique des Fluides de Toulouse en francés), más conocido como IMFT, es un laboratorio de investigación situado en la isla de Ramier, en el sur de la comuna francesa de Toulouse, afiliado al Instituto nacional politécnico de Toulouse. El laboratorio también colabora con el ENSEEIHT, la Universidad Paul Sabatier y el CNRS. Los temas principales de investigación son la hidráulica y la mecánica de fluidos.

## Historia[3]
El Instituto de Mecánica de los Fluidos de Toulouse (IMFT) fue fundado en 1913 por Charles Camichel, en paralelo con el desarrollo hidroeléctrico de los Pirineos y el crecimiento de la industria aeronáutica. Las primeras investigaciones en hidráulica se realizaron en el Instituto de Electrotecnia y Mecánica Aplicada, ubicado en el sitio actual del ENSEEIHT. Camichel se destacó por sus estudios pioneros sobre las sobrepresiones y los efectos de "golpes de ariete" en las tuberías presurizadas.
En 1920, se creó el Laboratorio de Investigación Hidráulica cerca de la presa de Banlève, en la isla del Ramier, entre los dos brazos del río Garona. Esto marcó el inicio de los estudios experimentales utilizando modelos a escala. En 1925, aunque el laboratorio aún no disponía de un edificio propio, seis investigadores trabajaban allí, y se completó la construcción del Gran Canal Rectilíneo, de 4 metros de profundidad, que conecta los dos brazos del río.
En 1930, en el marco de una iniciativa nacional para apoyar la industria aeronáutica, el antiguo Ministerio del Aire y la Universidad de Toulouse crearon oficialmente el Instituto de Mecánica de Fluidos de Toulouse, basándose en las investigaciones del Instituto Electrotécnico de Toulouse (IET). Esta transición consolidó el papel del IMFT en el avance de la investigación aeronáutica. En 1936, comenzó la construcción de la Gran Túnel de Viento, lo que confirmó la especialización del instituto en aerodinámica. Inicialmente construido al aire libre, el túnel fue cubierto en 1938 y ahora está clasificado como Monumento Histórico. En 1940, el instituto acogió al personal y el equipo del Instituto de Mecánica de Fluidos de Lille.
Los años 1950 vieron una expansión significativa de la investigación hidráulica, lo que llevó a la creación de nuevos programas académicos, en particular cursos de posgrado para preparar a los ingenieros para la investigación. Hasta principios de la década de 1970, la hidráulica seguía siendo el principal campo de investigación del laboratorio. Sin embargo, durante este período, los temas de investigación se diversificaron para incluir la modelización de la turbulencia y el estudio de los fenómenos de transporte en medios porosos. La introducción de la instrumentación electrónica permitió la exploración de fenómenos previamente inaccesibles, lo que reforzó el enfoque experimental del IMFT. Además, la llegada de las primeras computadoras al instituto favoreció su especialización en simulaciones numéricas de flujos. En 1965, el IMFT se convirtió en el quinto laboratorio oficialmente asociado al CNRS (Centro Nacional de Investigación Científica).
En la década de 1980, surgieron nuevos campos de investigación, como la modelización de flujos bifásicos y la combustión. A lo largo de su historia, el IMFT ha sido marcado por figuras científicas clave, en particular su fundador, el profesor Charles Camichel, graduado de la École Polytechnique y elegido miembro de la Academia de Ciencias en 1936, y el profesor Léopold Escande, elegido miembro de la Academia de Ciencias en 1954 y fundador del Institut National Polytechnique de Toulouse (INPT).
Hoy en día, el IMFT está afiliado al Institut National Polytechnique de Toulouse (INPT) a través del ENSEEIHT, a la Universidad Paul Sabatier, y al CNRS. Está especializado en la investigación en hidráulica y mecánica de fluidos y se ha convertido en uno de los principales laboratorios de investigación europeos en este campo. El instituto continuó diversificando sus áreas de investigación en la década de 2000, particularmente en ecología, energías renovables y biomecánica, manteniendo vínculos estrechos con sus departamentos educativos. Para entonces, el IMFT contaba con más de 200 miembros, continuando a la vanguardia en la investigación en mecánica de fluidos.